# میرزامحمد انواری

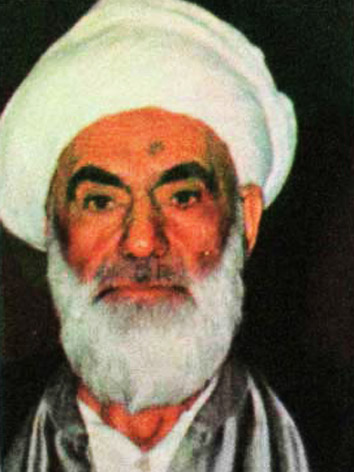
آیت الله میرزامحمد انواری

میرزا محمد انواری (زاده ۱۲۹۸ در یزد – درگذشته خرداد ۱۳۸۱ در بندرعباس) روحانیِ مجتهد ایرانی و نماینده استان هرمزگان در مجلس خبرگان رهبری در دوره‌های اول، دوم و سوم بود.

## زندگی
پدرش محمد باقر انواری از علما و روحانیون برجسته‌ی شهر یزد بود. او مقدمات علوم دینی را نزد پدرش فراگرفت، سپس در یزد و قم دوره‌های سطح و خارج فقه و اصول را تا اخذ درجهٔ اجتهاد، نزد هاشم قزوینی، سید محمدتقی خوانساری، سید محمد حجت کوه‌کمری و سید حسین طباطبایی بروجردی طی کرد. در ۱۳۴۴ش به نمایندگی از سوی سید محسن حکیم برای تبلیغ دینی و امور شرعی به بندرعباس رفت. در سال‌های ۱۳۵۶ و ۱۳۵۷ در جریان انقلاب اسلامی فعالیت داشت و پس از انقلاب مدتی امام‌جمعهٔ بندرعباس بود.
وی در ۱۳۵۸ از سوی مردم استان هرمزگان به نمایندگی مجلس بررسی نهایی قانون اساسی برگزیده شد و در سال‌های ۱۳۶۱، ۱۳۶۹ و ۱۳۷۷ نیز سه دوره از همین استان به مجلس خبرگان رهبری راه یافت. وی در خرداد ۱۳۸۱ درگذشت.
در پی درگذشت محمد انواری، سیدعلی خامنه‌ای پيام تسليتی خطاب به نعيم‌آبادی امام جمعه‌ٔ وقت بندرعباس صادر کرد.